# Raanujärvi
Raanujärvi är en sjö i Finland. Den ligger i kommunen Övertorneå i landskapet Lappland, i den norra delen av landet, 700 km norr om huvudstaden Helsingfors. Raanujärvi ligger 96,3 meter över havet. Den är 25,93 meter djup. Arean är 25,43 kvadratkilometer och strandlinjen är 49,1 kilometer lång. Sjön  ingår i Torne älvs huvudavrinningsområde.   Den sträcker sig 11,6 kilometer i nord-sydlig riktning, och 7,8 kilometer i öst-västlig riktning.
I övrigt finns följande i Raanujärvi:
- Konttasaari (en ö)
- Pekansaari (en ö)
- Raanusaari (en ö)